# Goryphus sarolensis
Goryphus sarolensis är en stekelart som beskrevs av Sathe och Dawale 1997. Goryphus sarolensis ingår i släktet Goryphus och familjen brokparasitsteklar. Inga underarter finns listade i Catalogue of Life.